# Arkitektur för lantmannabyggnader i Sverige

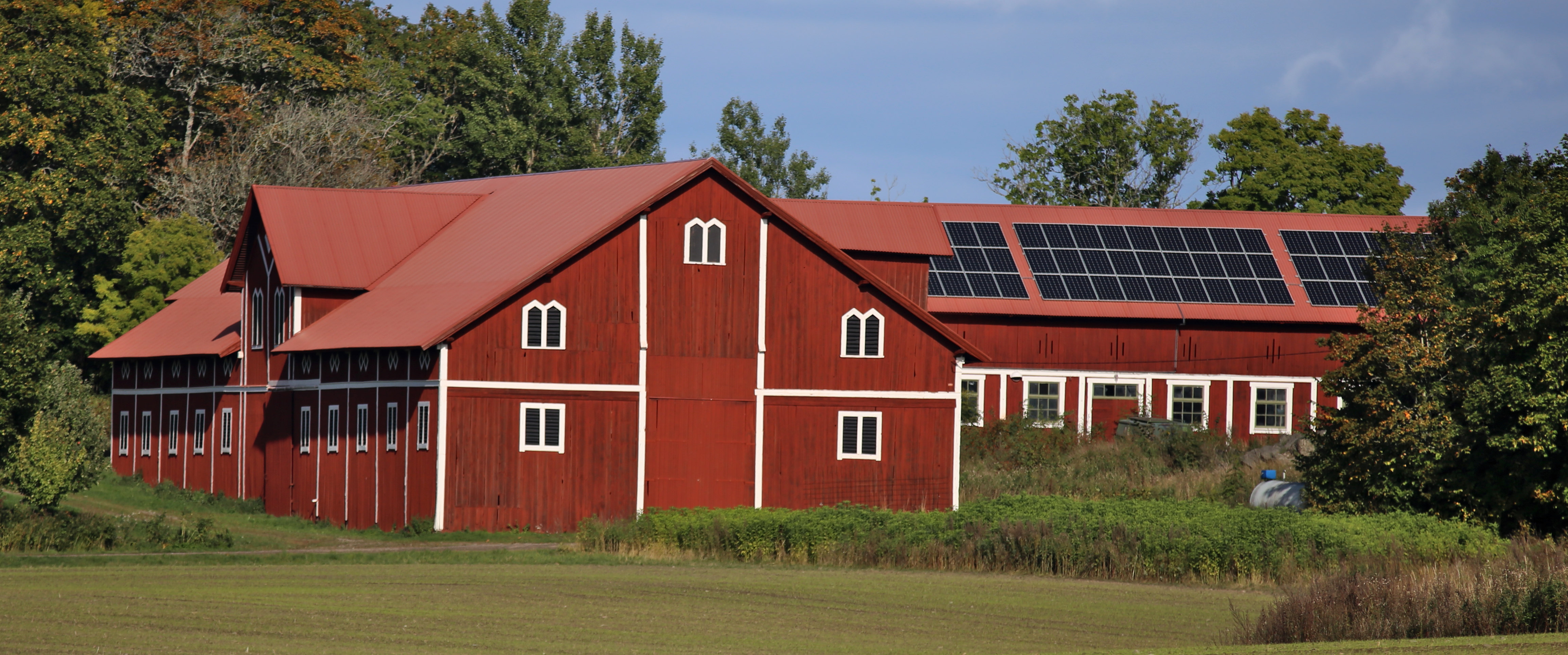
En på 2000-talet vanlig ekonomilänga i typisk lantmannaarkitekturs schweizerstil med färg- och fönstersättning från början av 1900-talet då den också med stor säkerhet är byggd. Men antagligen målad med det seklets senare variant av mörkare rödfärg och en kulörfri vit oljefärg.

Arkitektur för lantmannabyggnader i Sverige fick en egen utpräglad stil under andra halvan av 1800-talet och blomstrade mellan 1890 och 1940.  Syftet med den var att göra det bättre för bland andra djuren. Fokus låg på interiöra förbättringar där teknikutvecklingen vad gäller till exempel fönsterglas gjorde att höns från att bara kanske ha en glugg mot norr nu fick in ljus från söder. De värpte då avsevärt mer ägg. Senare framåt 1950-talet så blev äggen genom ytterligare interiöra arkitektiska innovationer ett av våra svenska billigaste livsmedel. Karaktäristiskt mer exteriört för stilens träbyggnader är att 1800-talets bönder kallade stilen för schweizerstil trots att den inte hade så mycket likheter med de ursprungliga byggnaderna i Schweiz.

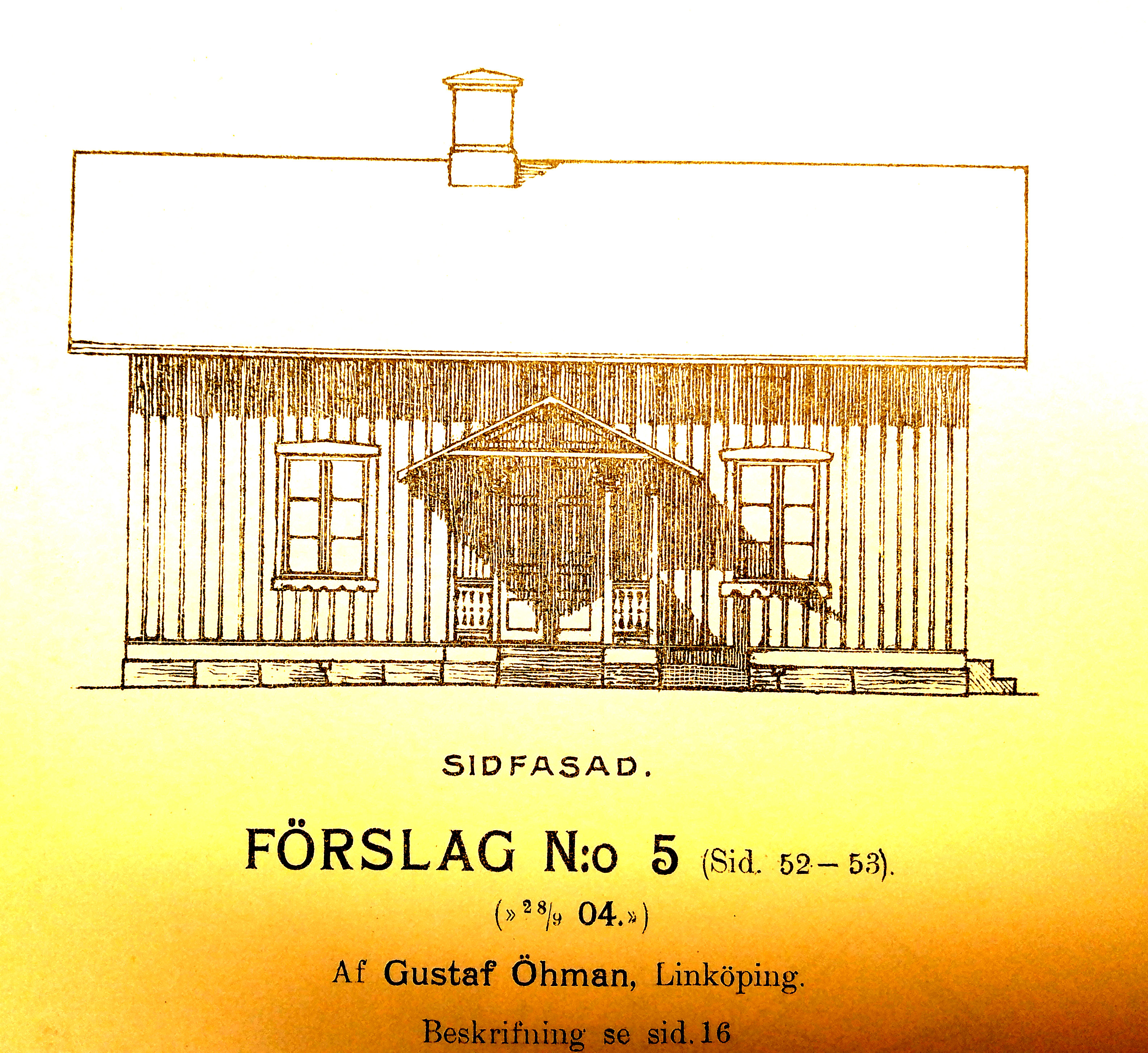
Fasaderna blev lite lugnare runt sekelskiftet men rekommendationen från lantbruksstyrelsen var som i de här standardritningarna från 1905 med tjärade spåntak, rödfärgade fasader med fönster, gesimser, hörn och annan snickarglädje i vitt, det vill säga en svensk variant av schweizerstil vilket också var samtidens språkbruk. Idag säger vi snickarglädje. De långt utskjutande taksprången är kvar och de försvinner först under 1940-talet då de ersätts av hängrännor.

## Historia
Sågverksteknikens framåtskridande tillsammans med jordbrukets lönsamhet på 1800-talet gjorde att det fanns ekonomiska marginaler för snickarglädje på lantbrukens ekonomibyggnader och riktig schweizerstil på många av dess bostadshus. Husen som byggdes under de nämnda 50 mest produktiva åren utgör fortfarande en överväldigande majoritet av lantbrukets ekonomibyggnader. De mest karaktärsskapande byggnaderna i odlingslandskapet är ladugårdarna och de har haft den avgörande betydelsen för hur våra lantbruksbebyggelser och landskap uppfattas. Ser man ingen ladugård på en gård då har den rivits. Trots att de inte längre är centrala för livsmedelsproduktionen, så är den inre bilden de sammantaget ger oss det som får oss att lita på livsmedel vi äter, att besöka hembygdsgårdar eller kanske bo på lantgård på semestern. Eller kanske måla eller bygga en del av våra mer  moderna hus med inspiration från lantmannaarkitekturen. På 1960-talet så fanns det runt fyra miljoner gods och gårdar i Sverige med totalt 15 – 20 miljoner byggnader. 
1800-talets lantgotik övergår vid sekelskiftet till nationalromantik. Vars drag bland annat består i falurött och vitt som vid den tiden slår ut flera färger som ekonomibyggnader hittills målats med. I den något senare nationalromantikens lantmannaarkitektur målas till exempel alla stävor, gesimser, vita eller ibland svarta mot faluröd botten. På 1870-talet kunde vanliga bönder utan att visa sig vara förmer än sina bondekollegor börja använda sig av adelns ljusa färger i sina snickeridetaljer tack vare bland andra C E Löfvenskiöld, O Eneroth. Några av dem som sedan tog över var A W Edelsvärd, Jacob Gate, Torben Grut, Gunnar Morssing, Ivar Tengbom, John Åkerlund och Ragnar Östberg.  
Formerna förenklas alltmer under 1900-talet och mycket av snickarglädjen tonas ner efter protester redan vid sekelskiftet från bland andra hushållningssällskapen, egnahemsrörelsen, hembygdsorganisationen och den nybildade lantbruksstyrelsen.  Ytorna blev enkla och släta också på dörrar och portar. Spridningen av stilen spred över hela landet som Sigurd Erixon skriver i Svensk byggnadskultur 1947 ...”Det lantliga byggnadsskicket har i stort sett ägt en märkligt stabilitet, och utvecklingen ter sig som en serie kompromisser... ...för byggde man för sekler. En modeströmning kunde bedarra, innan en bygd utsattes för frestelsen att följa den. Det var inte alltid så att varje generation fick tillfälle att bygga ett eget hus eller hem.” Järnvägen var en faktor som stod för det långväga spridandet av färg, glas, brädor och olika byggbeslag som behövdes för stilen. Tack vare att bland andra ovan nämnda protesterande organisationer oavbrutet under de här åren som de var organiserade i omgångar försåg hela Sverige med standardritningar så uppstod med tiden en slags uniformitet i det svenska landskapet. Själva ritningarna kom som regel aldrig längre än till byggherrarna.
De olika arkitekterna bakom arkitektstilen avslutade sina samarbeten 1960 då också den organiserade nyproduktionen klingade av. Själva stilen i sig fortsatte att leva vidare för att mot slutet av 1900-talet återigen övergå till svärmeri för stilens tidigare mer tydliga och dåtida utbredda 1800-tals lantgotik. Vad gäller de gårdar som drivs vidare som jordbruk efter 1960 och som senare genomgått moderniseringar så tenderar de till att göras helt och hållet av ingenjörer. Snabbt avskrivbara maskinhallar, långa enplans svinhus, etcetera som ofta är gjorda i helt andra material än i lantmannarkitekturen. Ofta korrugerad plåt och aluminium i lösningar. 
Stilen finns också i USA. Nästan utan undantag så är såna gårdar eller tidigare lantbruk där ursprungligen byggda av svenska immigranter eller immigrantättlingar.